# Carolus Borromeuskerk (Warschau)
De Carolus Borromeuskerk in Warschau-Powązki (Pools: Kościół św. Karola Boromeusza) is een achttiende-eeuwse kerk die toegang biedt tot de katholieke Powązkibegraafplaats. Deze kerk is  gewijd aan Sint-Carolus Borromeus.

## Geschiedenis
De kerk is  tussen 1790 en 1793 gebouwd en ontworpen door Domenico Merlini in een neoclassicistische architectuurstijl. De kerk werd gebouwd op initiatief van koning Stanislaus August Poniatowski en zijn broer Primas Michał Jerzy Poniatowski. De kerk werd verbouwd in 1820, 1837, 1849-1850 en tussen 1891-1898. Tijdens de Tweede Wereldoorlog werd de kerk gebombardeerd als reactie van de Wehrmacht op de Opstand van Warschau. De kerk is herbouwd in 1960.